# Henri de Flamare
Henri de Flamare est un archiviste et historien français, né à Sens (Yonne) en 1851.

## Biographie
Henri de Flamare est élève de l'École des chartes dont il sort diplômé le 18 janvier 1876 avec une thèse sur l'Histoire de l'administration du Trésor de Notre-Dame de Paris pendant le Moyen Âge. Il est d'abord nommé archiviste des Alpes-Maritimes puis archiviste de la Nièvre (1881). Dès lors, il amasse une quantité considérable de notes sur les familles bourguignonnes et nivernaises. Adolphe de Villenaut, pour son Nobiliaire de Nivernois, fait d'ailleurs appel à lui (1900). Vice-président de la Société nivernaise des lettres, sciences et arts, il publie plusieurs études dans son bulletin.
À la veille de sa mort, il prépare encore une étude sur le Nivernais pendant la guerre de Cent Ans et sur le chef de bande Perrinet Gressart, étude qui restera malheureusement inachevée.
Henri de Flamare est décédé subitement le 6 avril 1911 à Nevers. Il a été inhumé le 9, à Paris, au cimetière du Montparnasse.

## Publications
- Actes de Philippe-le-Bel en Nivernais, Bulletin de la Société nivernaise des lettres, sciences et arts
- Documents sur l'administration du comté de Nevers au XIIIe siècle, Bulletin de la Société nivernaise des lettres, sciences et arts
- La Cinquième Croisade et les chevaliers teutoniques en Nivernais, Bulletin de la Société nivernaise des lettres, sciences et arts, 1886
- Charte d'Honorius III relative à l'hôpital de Bethléem à Clamecy, Bulletin de la Société nivernaise des lettres, sciences et arts, 1886
- Charte de départ pour la Terre Sainte de Gaucher de Châtillon, Bulletin de la Société nivernaise des lettres, sciences et arts, 1888
- L'Exécution des frères du Chastel-Chasty, Bulletin de la Société nivernaise des lettres, sciences et arts, 1889
- Les Courtenay de Bontin, 1899
- Les Anciennes Chartes de la collégiale de Tannay, Bulletin historique et philologique du Comité des travaux historiques et scientifiques, 1891
- Documents sur l'administration du comté de Nevers au XIIIe siècle, Nevers, impr. Vallière, 1907.In-8°, 42 pages (Extrait du Bulletin de la Société nivernaise des lettres, sciences et arts)
- Le plus ancien obituaire de l'abbaye Notre-Dame de Nevers (Extrait du Bulletin de la Société nivernaise des lettres, sciences et arts)
- Le Nivernais pendant la guerre de Cent ans : le XVe siècle, 1925